# Île des Courants
L'île des Courants (en italien Isola delle Correnti, du Latin Currentium insula) est une petite île de la mer Ionienne au sud-est de la Sicile. C’est le point le plus méridional de l’île de Sicile. Aujourd’hui inhabitée, elle est située sur le territoire de la commune de Portopalo.

## Géographie
De forme ovale, l’île se trouve à environ 100 mètres en face d'une petite pointe de sable à laquelle elle est reliée par un brise-lames qui a été plusieurs fois détruit par les vagues. À marée basse, l’île est transformée en presqu’île. Elle a une surface d’environ un hectare avec une altitude maximale de 4 mètres.
L'île est considérée comme la limite entre la Mer Ionienne et la Méditerranée occidentale. Les températures sont assez élevées : en été le thermomètre monte souvent au-dessus de 37 °C, en hiver elles tombent rarement en dessous de 5 °C.

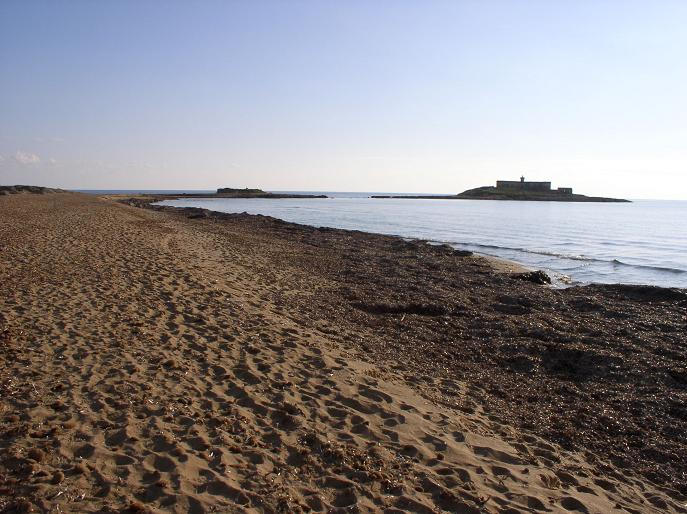
L'île vue depuis le littoral sicilien.

## Activités humaines
Sur l'île se dresse un phare où vivait autrefois le gardien et sa famille. La base de l’édifice est de forme rectangulaire avec une grande cour à l’avant. Il a été abandonné depuis des années et tombe en ruine. L'île n’est aujourd'hui fréquentée que par des baigneurs, les windsurfeurs viennent pratiquer leur sport dans les parages.

## Faune et flore
La flore est peu abondante avec surtout de l'ail des ours, des câpriers et d'autres arbustes typiques du maquis méditerranéen. Les animaux terrestres rencontrés sur l’île sont le hérisson et le lapin. On peut y apercevoir quelques espèces de goélands et des albatros[Lesquels ?]. En outre, le site sert de lieu de repos pour les oiseaux migrateurs sur le chemin de l'Afrique. Depuis quelques années, les biologistes de la faculté des sciences de l'Université de Catane étudient certaines espèces d'insectes qui se reproduisent sur l’île. Depuis novembre 1987, en plus de 5 ha sur le littoral qui lui fait face, l'îlot figure dans le plan régulateur des parcs et réserves naturels du fait de la présence de végétation côtière avec une biocénose halophile et psammophyte.